# Unión Popular Autonomista
La Unión Popular Autonomista (Unione Popolare Autonomista) fue un partido político italiano democristiano de la región del Trentino. También fue conocido como Unión Popular Democrática en las elecciones regionales de 1998 y Centro Popular en las de 2003. Estaba asociado con la Unión Democrática del Alto Adigio en Tirol del Sur.
El partido surgió como una escisión regional de Cristianos Democráticos Unidos (CDU). En las elecciones provinciales de 1998 el partido obtuvo el 10,4% y 3 consejeros provinciales, y en las de 2003 bajó a un 2,2%.
Su líder fue Renzo Gubert, diputado de 1994 a 1996 y senador de 1996 a 2006. Durante su último mandato en el Senado, Gubert se afilió a la Unión de los Demócratas Cristianos y de Centro (UDC), pero rompió con este partido antes de las elecciones generales de 2006 uniéndose a Democracia Cristiana por las Autonomías (DCA). El partido tuvo un buen resultado en esas elecciones, cuando Renzo Gubert logró un 11,0% de los votos en la circunscripción senatorial de Pergine Valsugana. Como sección regional de DCA, el partido se incorporó al Pueblo de la Libertad, cuya lista para las elecciones provinciales de 2008 no logró representación.
Actualmente se llama Centro Popular. Su coordenador sigue siendo Renzo Gubert.